# Hallvar Thoresen
Hallvar Thoresen (ur. 12 kwietnia 1957 w Larviku) – norweski piłkarz, grający na pozycji pomocnika, trener. Syn Gunnara Thorensena.

## Kariera piłkarska
Hallvar Thoresen karierę piłkarską rozpoczął w 1976 roku Larvik Turn, jednak w tym samym roku wyjechał do Holandii grać w FC Twente, z którym w edycji 1976/1977 sięgnął po Puchar Holandii.
W 1981 roku zauważyli go działacze PSV Eindhoven, z którymi podpisał kontrakt i występował do 1988 roku. W tym okresie Thoresen odniósł największe sukcesy w swojej karierze: trzykrotny mistrz Holandii (1986, 1987, 1988), Puchar Holandii (1988) oraz Puchar Europy (1988).
Po sezonie 1987/1988 został zawodnikiem klubu występującego w niższych ligach norweskich - Frigg Oslo, jednak z powodu licznych kontuzji w latach 1988-1991 wystąpił w zaledwie 6 meczach i musiał zakończyć karierę piłkarską.

### Kariera reprezentacyjna
Hallvar Thoresen w reprezentacji Norwegii w latach 1978-1987 rozegrał 50 meczów i strzelił 10 goli. Grał w m.in. meczu z reprezentacją Anglii, z którą w 1981 roku norwescy piłkarze odnieśli historyczne zwycięstwo. Thoresen jest jednym z reprezentantów Norwegii, którzy nigdy nie grali w krajowej lidze - Tippeligaen.

## Kariera trenerska
Hallvar Thoresen po zakończeniu kariery piłkarskiej został trenerem. Trenował: Strømsgodset IF (1992), SK Brann (1993–1995) oraz Hønefoss, Skeid oraz był asystentem trenera Lillestrøm. Dnia 30 października 2006 roku został dyrektorem sportowym Odds BK.

## Sukcesy

### FC Twente
- Puchar Holandii: 1977

### PSV Eindhoven
- Mistrz Holandii: 1986, 1987, 1988
- Puchar Holandii: 1988
- Puchar Europy: 1988

## Film
Hallvar Thoresen wystąpił w 1981 roku wraz z Sylvestrem Stallonem oraz innymi gwiazdami futbolu m.in. Pele, Kazimierzem Deyną wystąpił w amerykańskiej produkcji - Ucieczka do zwycięstwa, gdzie wcielił się w postać alianckiego więźnia Gunnar Hilssona.